# Alan Boss
Alan P. Boss (* 20. července 1951 Lakewood, Ohio, USA) je americký astrofyzik, který se zabírá výzkumem exoplanet, vznikem planet a sluneční soustavou. 
V současnosti pracuje jako člen týmu americké NASA na projektu hledající exoplanety, které by mohly být podobné jako Země a tedy potenciálně pro lidstvo obyvatelné.